# Эроп (станция метро)
Эроп (фр. Europe) — станция линии 3 Парижского метрополитена, расположенная в VIII округе Парижа. Названа по площади Европы (фр. Place de l'Europe), расположенной в квартале, названия в котором посвящены европейским городам (Рим, Неаполь, Милан, Санкт-Петербург, Лондон и т. д.). Рядом со станцией располагается администрация VIII округа Парижа.

## История
- Станция открылась 19 октября 1904 года в составе первого пускового участка линии 3 Вилье — Пер-Лашез.
- Пассажиропоток по станции по входу в 2011 году, по данным RATP, составил 1 536 565 человек[2]. В 2013 году этот показатель вырос до 1 619 580 пассажиров (273 место по уровню пассажиропотока в Парижском метро)[3].

## Конструкция и оформление
Станция сооружена по типовому проекту (односводчатая мелкого заложения с двумя боковыми платформами), зал отделан кафельной плиткой белого цвета. Лестничные сходы оформлены в стиле Эктора Гимара.

## Галерея

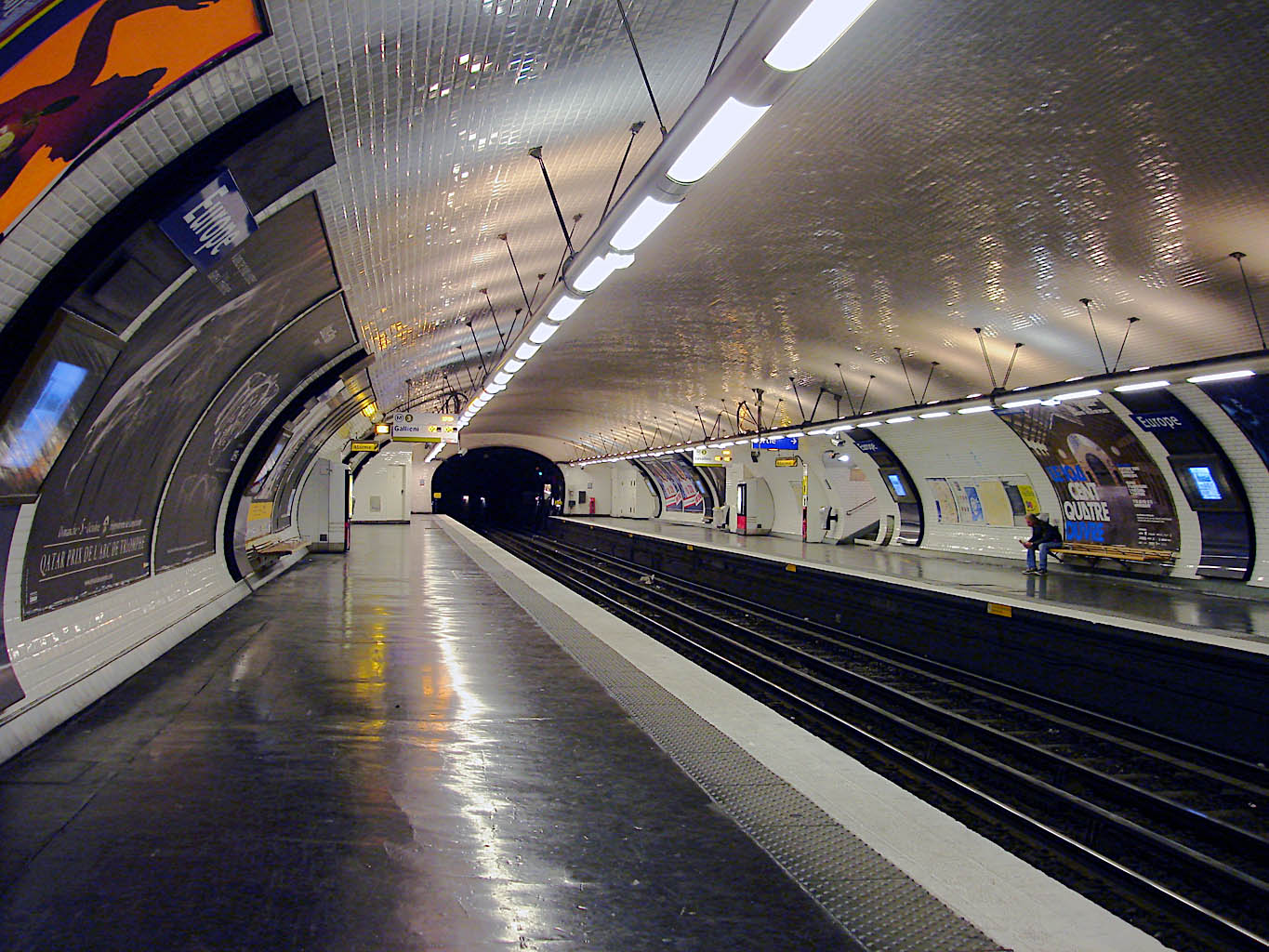
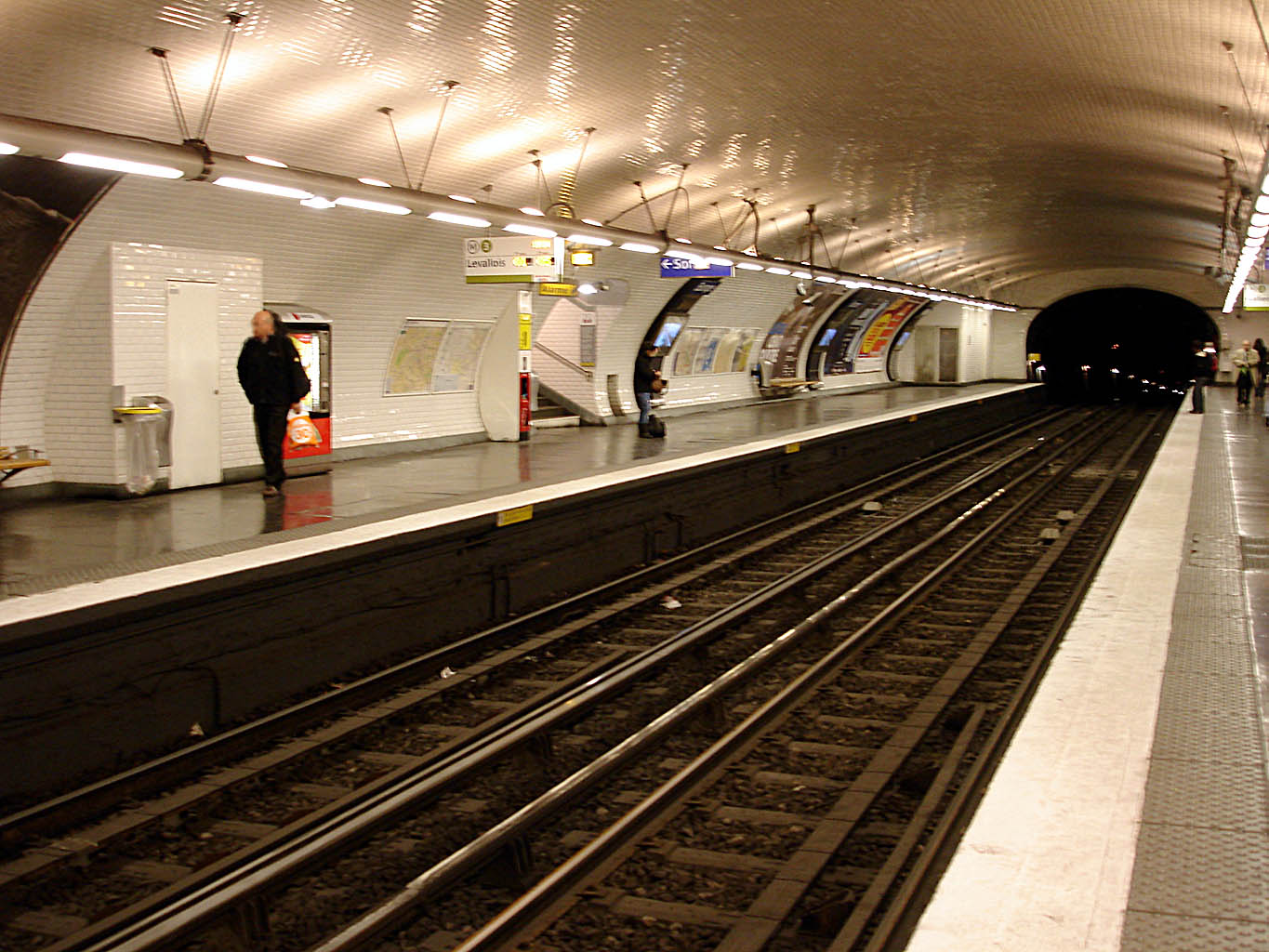
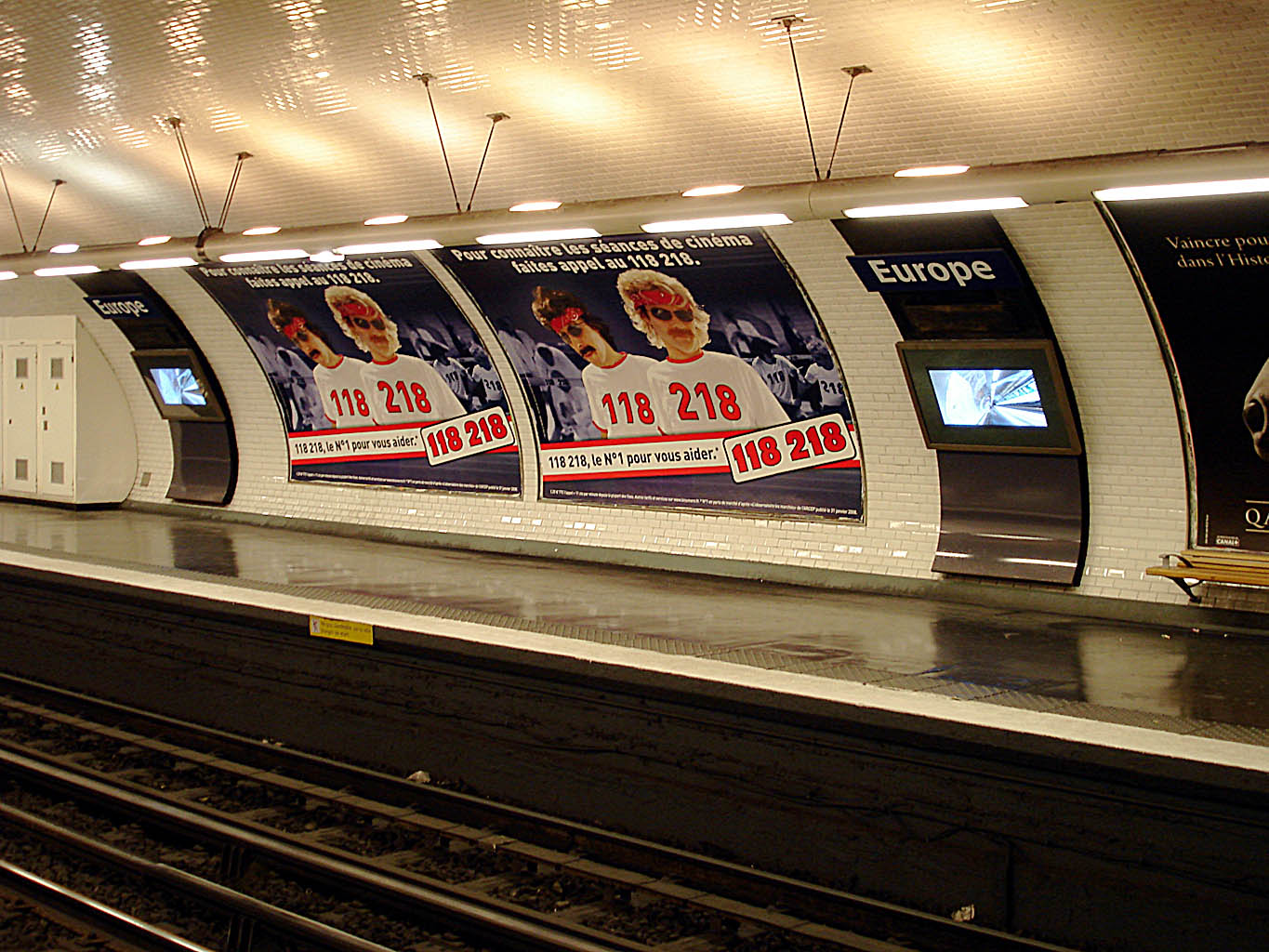

- Состав модели MF 67 на станции